# Schownyne
Schownyne (ukrainisch Жовнине; russisch Чернобай Schownino) ist ein Dorf im Zentrum der Ukraine in der Oblast Tscherkassy mit etwa 1000 Einwohnern (2006).
Schownyne liegt im Rajon Solotonoscha auf einer Halbinsel, die von der Mündung der Sula in den zum Krementschuker Stausee angestauten Dnepr gebildet wird. Das ehemalige Rajonzentrum Tschornobaj liegt 55 km nordwestlich des Dorfs.
Am 12. Juni 2020 wurde das Dorf ein Teil der Landgemeinde Irklijiw, bis dahin bildete es die gleichnamige Landratsgemeinde Schownyne (Жовнинська сільська рада/Schownynska silska rada) im Südosten des Rajons Tschornobaj.
Am 17. Juli 2020 kam es im Zuge einer großen Rajonsreform zum Anschluss des Rajonsgebietes an den Rajon Solotonoscha.